# Алтарь Червары
Алтарь Червары, или Полиптих Червары (итал. Il Polittico della Cervara) — алтарный полиптих (многочастный алтарь), написанный в 1506 году маслом на дубовых панелях нидерландским живописцем Герардом Давидом для аббатства Червара (итал. L'abbazia della Cervara), Лигурия, Италия. Благодаря этому произведению итальянское аббатство стало символом распространения фламандской культуры в Лигурии. Вначале полиптих состоял из семи панелей. Позднее он был разобщён. Ныне четыре части хранятся в Палаццо Бьянко на Страда Нуова в Генуе.

## История
Алтарь был заказан генуэзским дворянином Винченцо Саули 7 сентября 1506 года, как отмечено в документе XVII века. Имя «Саули» ранее было написано внизу у ног Мадонны в центральной части алтаря. Давид создал своё произведение в нидерландском городе Брюгге; алтарь был установлен в аббатстве в 1507 году.
Вначале полиптих состоял из семи панелей. После упразднения и реквизиции монастыря в 1797 году Генуэзской республикой алтарь был разобран. Отдельные панели были размещены в Дворце дожей, резиденции префектуры Генуи: центральная (размером 153 х 89 см), изображающая Мадонну с Младенцем на троне («Мадонна с виноградом»), две боковые панели (каждая размером 152,5 х 64 см) с фигурами святого Иеронима и святого Мавра, а также верхняя центральная панель (102 х 88 см) со сценой Распятия.
Центральная часть (Мадонна с Младенцем) и верхняя панель с Распятием были вновь обнаружены во Дворце дожей в 1805 году. Примерно через двадцать лет после его открытия, в 1830 году живописец Франческо Баратта Старший руководил их транспортировкой в мэрию в Палаццо Дориа-Турси, а затем в галерею Палаццо Бьянко.
Три оставшиеся части алтаря были позже вновь обнаружены в Италии. Две из них были двумя верхними боковыми панелями со сценой Благовещения (ныне находятся в Метрополитен-музее в Нью-Йорке. Последняя полукруглая верхняя часть с образом Бога-Отца была приобретена Наполеоном Бонапартом и вывезена во Францию, теперь находится в Лувре в Париже.
Спустя несколько столетий полиптих был восстановлен в своей целостности и выставлен осенью 2005 года в Галерее Палаццо Бьянко, которой удалось вернуть себе — пусть всего на три месяца — три панели, завершающие композицию: две с изображением Архангела Гавриила и Мадонны Благовещения из Метрополитен-музея, и третью с изображением благословляющего Бога-Отца, принадлежащую Лувру.

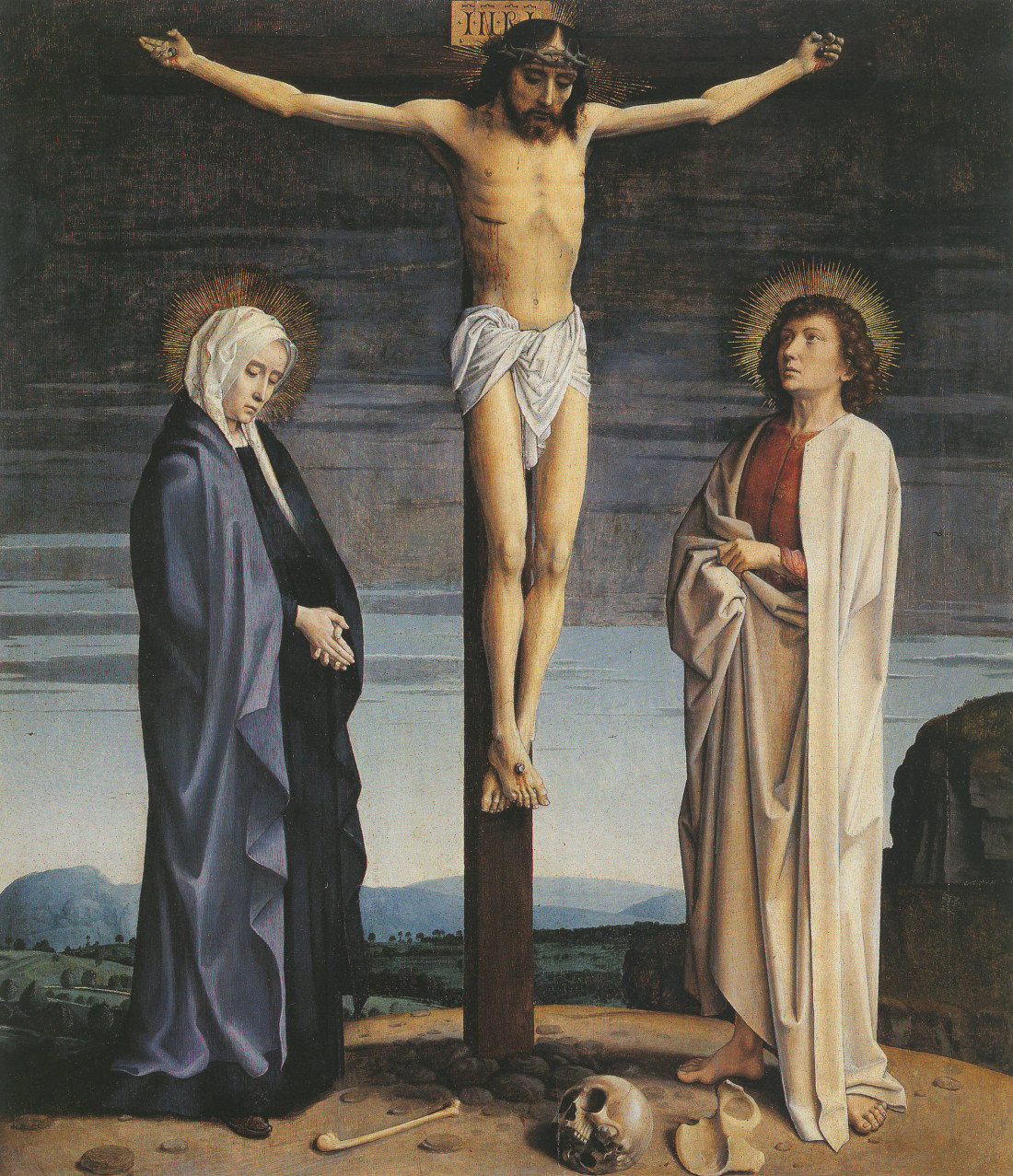
Распятие
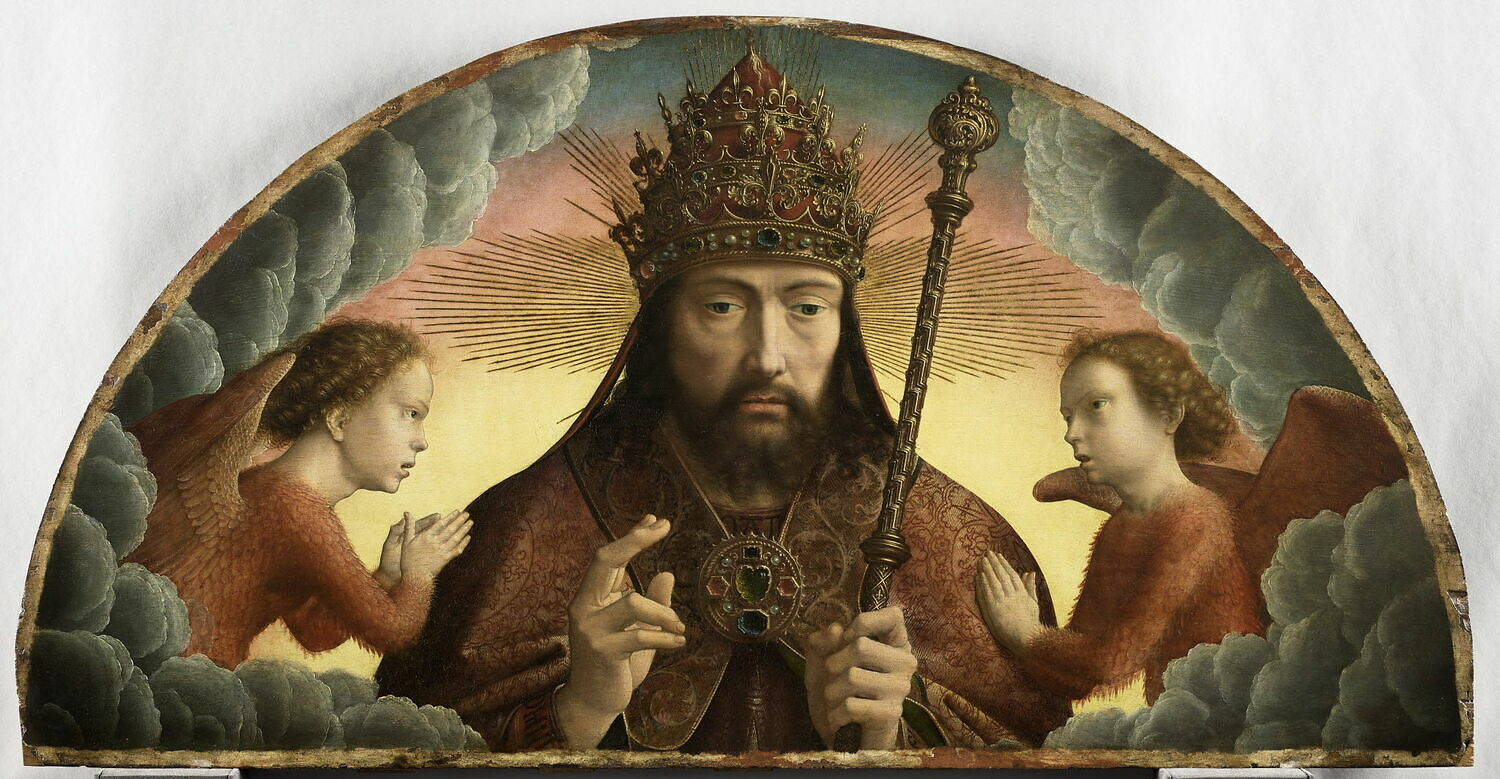
Бог-Отец
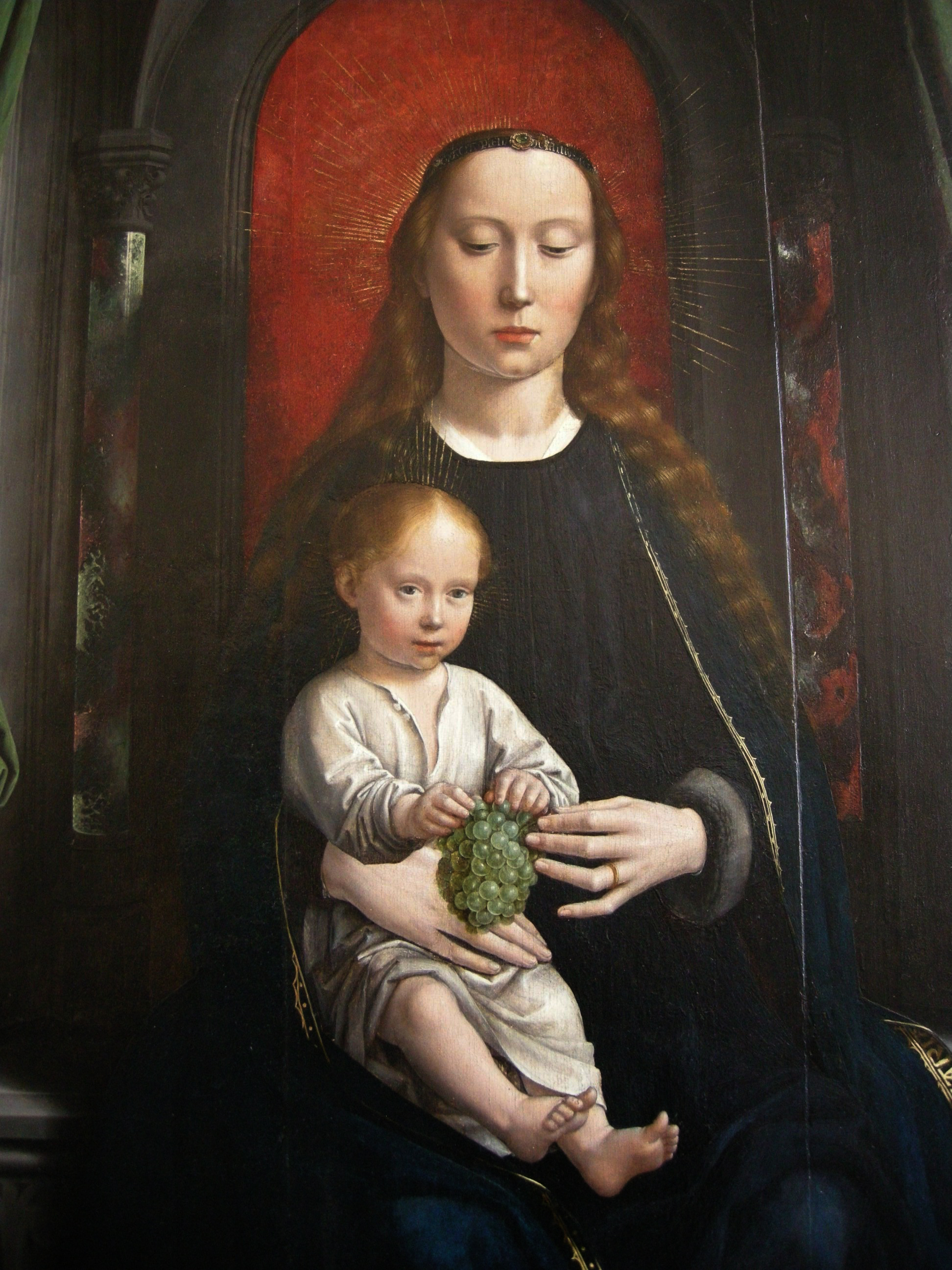
Мадонна с Младенцем
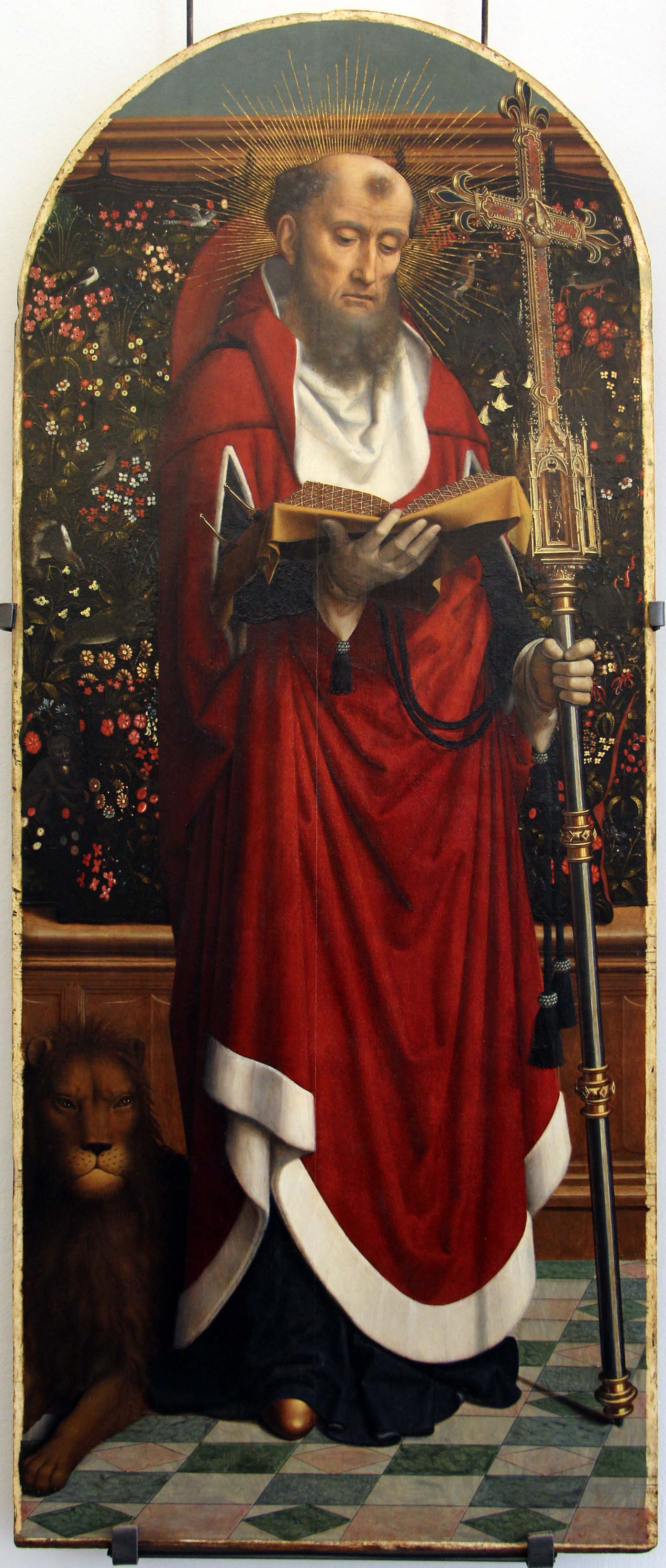
Святой Иероним
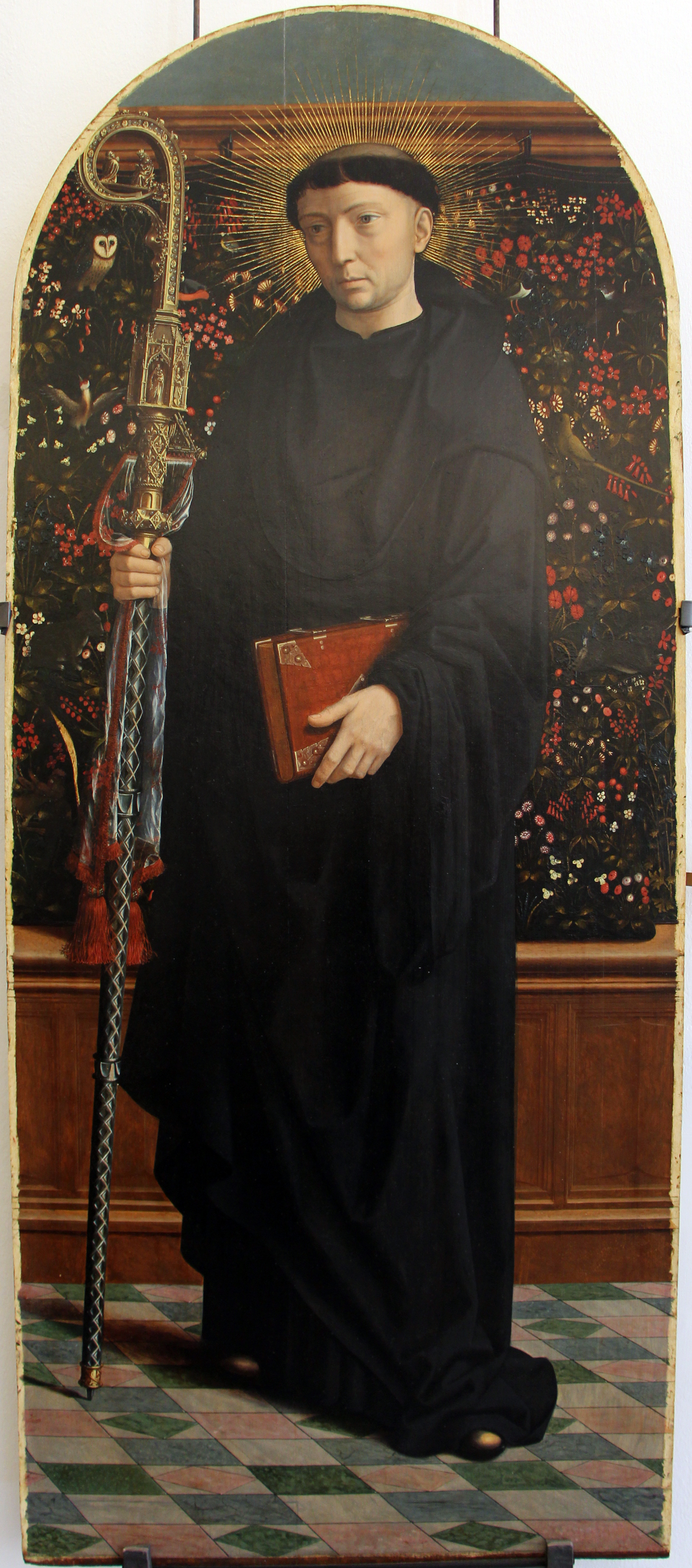
Святой Мавр